# MyISAM
MyISAMは、かつてMySQLリレーショナルデータベース管理システムで既定として採用されていたストレージエンジン。古いISAMコードを基礎としており、多くの便利な拡張がされている。2009年12月リリースの MySQL バージョン5.5より前のバージョンにて既定のエンジンであり、バージョン5.5からはInnoDBが既定のエンジンとなった。

## ファイルシステム
MyISAMの各テーブルは、3つのファイルとしてディスクに保存される（パーティション化されていない場合）。ファイルの名前はテーブル名で始まり、ファイルの種類を示す拡張子が付いている。 MySQLは.frmファイルにテーブルの定義を格納する。.frmファイルはMySQL Databaseの仕様として定義されており、MyISAMの仕様には含まれない。データファイルは拡張子 .MYD（MYData）、インデックスファイルは拡張子 .MYI（MYIndex）。インデックスファイルが破損した場合は、再作成が可能である。
ファイル形式は、ROW_FORMATテーブルオプションによって異なる。オプションは以下の通り。
- FIXED："固定" は、すべてのデータ（可変長型を含む）を固定長の形式とする。この形式は読み取りが速く、破損テーブルが修復しやすい。テーブルに大きな可変長列（BLOBまたはTEXT）がある場合、FIXED形式は使用できない。
- DYNAMIC："動的"では、可変長列のサイズは固定されていない。この形式は読み取りに少し時間がかかるが、ディスク上のスペースを節約できる。
- COMPRESSED："圧縮"は、MySQLが停止されている間に専用ツールで作成できる読み取り専用テーブルである。このため、この選択肢を取ることは敷居が高いが、圧縮率は一般的に他の方法よりもかなり高くできる。

MyISAMファイルはシステム非依存でトランザクション非対応のため、使用しているサーバー機能に依存しない。そのため、MyISAMファイルを異なるサーバー間でそれらをコピーして利用することができる。

## 特徴
MyISAMは、読み取り操作が多く、書き込みが少ない環境向けに最適化されている。 MyISAMを採用すべき典型的な領域はデータウェアハウスであり、非常に大きなテーブルへのクエリを発行し、テーブルの更新はデータベースが使われない夜間などに行われる場合である。
MyISAMが高速読み取りを可能にする理由は、そのインデックス構造にある。各エントリはデータファイル内のレコードを指し、ポインタはファイルの先頭からオフセットされている。そのため、特にフファイル形式がFIXの場合、レコードをすばやく読み取れる。行の長さは固定されている。挿入操作も簡単で、データファイルの最後に新しい行を追加するだけである。一方、削除や更新の操作には課題がある。削除する場合は、行のオフセット値を変更しないで済むようにするには、削除後の空のスペースはそのまま残す必要がる。行の長さが変更される更新の場合、短くなる場合はからのスペースはそのまま残り、長くなる場合は行は断片化されて格納されることになる。行をデフラグして空きスペースを生み出すには、OPTIMIZETABLEコマンドを実行する。このように、仕組みが単純なため、MyISAMのインデックス統計は非常に正確である。
ただし、MyISAMの単純さには欠点がいくつかり、トランザクションのサポートがないことが大きな課題である。外部キーもサポートされていない。また、通常のユースケースでは、InnoDBの方がMyISAMよりも高速に動作する。 
MySQL 5.5以降のバージョンは、参照整合性の制約とより高い同時実行性を確保するため、InnoDBエンジンに切り替えられた。
MyISAMは、FULLTEXTインデックス作成とOpenGISデータ型をサポートする。

### MariaDBでの実装
MariaDBはAriaと呼ばれるクラッシュに強いMyISAMの代替ストレージエンジンを使う。ただし、MariaDB開発者は引き続きMyISAM機能も開発しており、"キーキャッシュのセグメント化 (Segmented Key Cache)"機能を実装した。 有効にすると、MyISAMインデックスのキャッシュがセグメントに分割される。これを使うと、スレッドがキャッシュ全体をロックする必要なくなり、同時実行性が向上する。
MariaDBでは、MyISAMは仮想列もサポートする。
DrizzleはMyISAMを含まない。